# IAI Arawa
IAI Arawa (hebr. עֲרָבָה) – izraelski dwusilnikowy samolot transportowy krótkiego startu i lądowania (ang. Short Take-Off and Landing, STOL) produkowany przez Israel Aerospace Industries (IAI) w latach 1972–1988 w wersjach cywilnych i wojskowych. Łącznie wyprodukowano 103 sztuki samolotu w różnych wersjach. Samoloty Arawa wykorzystywane były przez państwa z Ameryki Północnej i Południowej, Afryki i Azji zarówno przez użytkowników cywilnych jak i wojsko. 
W Izraelu pierwsze bojowe użycie Arawy miało miejsce w 1973 roku, a później podczas wojny w Libanie.

## Historia powstania
W latach 60. XX wieku rząd Izraela zdecydował, że krajowy przemysł zbrojeniowy powinien rozpocząć prace nad skonstruowaniem i produkcją własnego samolotu. Do tej pory zakłady lotnicze Israel Aerospace Industries zajmowały się remontami lub modernizacją posiadanych jednostek. Zespół odpowiedzialny za projekt uznał, że Izrael nie może konkurować z przedsiębiorstwami produkującymi ciężkie samoloty, ale może spróbować sił w produkcji lekkich samolotów transportowych, które można byłoby wykorzystać w lotnictwie cywilnym i wojskowym. Szefostwo IAI postanowiło, że należy stworzyć konstrukcję mogącą startować i lądować na krótkich pasach startowych lub z miejsc, gdzie nie ma pasów i lotnisk. Założono, że rynkiem zbytu dla tego samolotu będą państwa rozwijające się. W założeniach miał być w stanie przewozić podróżnych, ładunki (w tym samochód terenowy) lub spadochroniarzy z wyposażeniem. Prace nad projektem rozpoczęły się w 1966 roku. W 1968 roku premier Lewi Eszkol wydał zgodę na produkcję prototypu samolotu .
W celu osiągnięcia założonych celów zespół konstruktorów postanowił wykorzystać możliwości, jakie dawał jajowaty kadłub, w którym znajdowały się ładownia i kabina pilotów. Ogon został połączony z jednopłatowymi skrzydłami za pomocą oddzielnych belek wyprowadzonych z gondoli turbośmigłowych silników. Skrzydła natomiast podparte były zastrzałami.
27 listopada 1969 roku oblatano maszynę o oznaczeniu 4X-IAI. W oblocie brali udział Awraham Hakohen, Aharon Ozri i Ejtan Szpigel; stwierdzili, że oblot zakończył się sukcesem i wydali pozytywne opinie o konstrukcji. Rok później, 19 listopada, odbył się kolejny testy maszyny 4X-IAI nr 92. Podczas badań flatterowych doszło do katastrofy lotniczej. Skrzydła oderwały się od kadłuba, samolot zaczął nurkować i rozbił się w górach Samarii. Ciała Ozriego i Szpigla zostały wyrzucone z kadłuba i znalezione przez Beduinów. W wypadku zginął również Hakohen. Przeżył jedynie przybyły ze Stanów Zjednoczonych Dave Levin. Do oderwania skrzydeł miało dojść przy prędkości 215 węzłów (ok. 398 km/h) .
8 maja 1971 roku odbył się lot testowy drugiej maszyny o znakach 4X-IAA.
W 1972 roku samolot został certyfikowany przez izraelskie i amerykańskie agencje lotnictwa cywilnego . Okazało się jednak, że cywilna wersja samolotu IAI 101 nie cieszyła się zainteresowaniem rynku cywilnego . W związku z tym wersja ta nie weszła do produkcji, ale stała się bazą rozwojową dla cywilnej wersji IAI 101B i IAI 102 oraz wojskowej wersji IAI 201. Wersja IAI 101B przeznaczona była głównie na rynek amerykański. Mogła pomieścić 18 pasażerów i napędzana była dwoma turbośmigłowymi silnikami Pratt & Whitney Canada PT6A-36 o mocy 750 KM. Wersja IAI 102 mogła pomieścić 20 pasażerów i mogła mieć zamontowaną w środku toaletę. W konfiguracji VIP w samolocie mogło podróżować 12 osób. IAI 102 była także przystosowana do transportu medycznego, prac kartograficznych, wymagań przemysłu wydobywczego lub rolnictwa. Wojskowy prototyp wersji (o numerze 4X-IAB) IAI 201 odbył pierwszy lot 7 marca 1972 roku. Wersja ta napędzana była silnikami Pratt & Whitney Canada PT6A-34 o mocy 750 KM. Wersja IAI 102 uzyskała certyfikację w 1976 roku.
W 1980 roku piloci Dave Levin i Eli Mor organizowali loty pokazowe Arawy w państwach afrykańskich w celu promocji samolotu. 15 stycznia 1980 roku podczas prezentacji samolotu (numer 3D-DAB) w Malawi doszło do katastrofy lotniczej z powodu niezachowania należytych zasad bezpieczeństwa. Levin wykonał ostry manewr skrętu maszyny na małej wysokości przy zbyt dużej prędkości. Samolot prawdopodobnie uderzył w ziemię. Obaj piloci zginęli na miejscu .

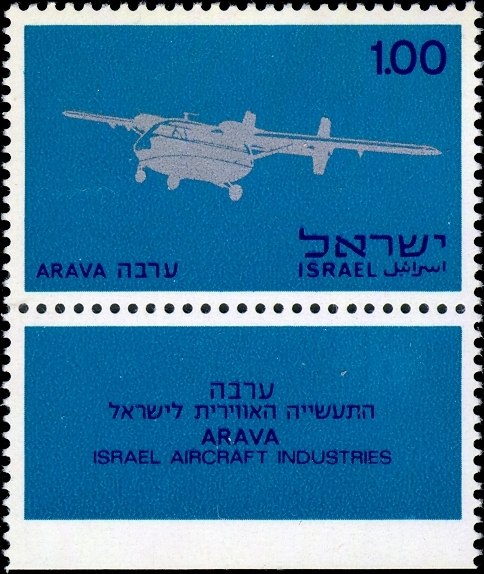
Izraelski znaczek z samolotem IAI Arawa z 1970 roku, o wartości 1 funta izraelskiego.

## Służba w Izraelu
Samoloty Arawa w wersji militarnej nie zdobyły przychylności izraelskich wojskowych. Uważali oni, że możliwości samolotu i jego charakterystyka nie odpowiada do końca wymogom Sił Obronnych Izraela . Pierwsze wykorzystanie Arawy przez armię miało miejsce podczas wojny Jom Kipur (1973) do transportu żołnierzy. Były to dwa samoloty IAI 102 i prototyp IAI 201 włączone do 122 Eskadry . W latach 80. XX wieku weszły na stałe do użytku wojskowego w izraelskiej armii. Pierwsze bojowe wykorzystanie Araw w Izraelu miało miejsce podczas operacji „Pokój dla Galilei” w Libanie. Wykorzystywano wówczas możliwości krótkiego startu i lądowania. W tym samym okresie pojawiła się pierwsza modyfikacja wojskowej Arawy w wersji IAI 202. Miała ona dodane winglety, dłuższy kadłub i mocniejsze silniki, co wpłynęło na poprawę osiągów samolotu .
Izraelska armia w trakcie eksploatacji samolotów Arawa przystosowywała je do następujących funkcji :
- Transport rannych. W tym celu samoloty wykorzystywano na Synaju w 1973 roku oraz w Libanie,
- Samolot szkolno-treningowy dla nawigatorów lotniczych (lata 80. XX wieku),
- Walka elektroniczna. W latach 80. XX wieku zaczęto montować w niektórych samolotach podzespoły firmy Grumman Aerospace Corporation,
- Przystosowanie do tankowania w powietrzu. Na przełomie lat 80. i 90. XX wieku pojawił się pomysł, aby Arawy mogły odbywać tankowania w locie. Prace zatrzymały się na fazie testów,
- Lądowanie w trudnych warunkach. Do 2003 roku w 112 Eskadrze odbywały się szkolenia dla pilotów z lądowania i startowania w trudnych warunkach oraz na wąskich drogach,
- Zwiad. Na początku XXI stulecia niektóre samoloty zostały przygotowane do prowadzenia zwiadu. Wyposażono je w specjalne urządzenia, radary i komputery umożliwiające obserwację terenu,
- Działania informacyjne. W myśl polityki redukcji strat wśród cywilów podczas ataków lotniczych Izraelczycy zaczęli wykorzystywać Arawy do dokonywania zrzutu ulotek ostrzegających mieszkańców Strefy Gazy lub Zachodniego Brzegu o nadchodzącym nalocie na cele Hamasu.

Produkcję samolotów Arawa we wszystkich wersjach zakończono w 1988 roku. Do tego czasu wyprodukowano 103 sztuki wszystkich wersji.
W 2004 roku Dan Chaluc zapowiedział, że samoloty Arawa zostaną wycofane ze służby. Mimo to IAI oferowała po tym czasie części zamienne dla Araw, które pozostawały w użytku na świecie .

## Wersje samolotu
- IAI 101 Arawa – cywilna wersja samolotu, która nigdy nie weszła do produkcji[3].
- IAI 101B Arawa – zmodyfikowana wersja IAI 101. Miała silnik Pratt & Whitney Canada PT6A-36 i miejsce na 18 pasażerów lub na ponad 1800 kg ładunku. Wykorzystywany w Stanach Zjednoczonych w lotnictwie cywilnym do transportu[3].
- IAI 102 Arawa – wersja rozwojowa IAI 101, która mogła pomieścić 20 pasażerów wraz z zamontowaną toaletą. W wersji VIP miejsca były rozlokowane w taki sposób, że samolot mógł pomieścić tylko 12 pasażerów. Samoloty IAI 102 przystosowane były do wymogów rolnictwa, przemysłu wydobywczego i budowlanego, mogły służyć jako mobilne laboratoria lub transport medyczny. W Argentynie wykorzystywano te wersje jako samoloty gaśnicze[3].
- IAI 201 Arawa – pierwsza wersja samolotu dla wojska. Mogła służyć do przewozu palet, a także pozwalała na montaż dodatkowego wyposażenia do zwiadu czy dodatkowego generatora prądotwórczego. Wersja ta wyposażona w silnik Pratt & Whitney Canada PT6A-34[3].
- IAI 202 Arawa – zmodyfikowana wersja IAI 201 z lepszym silnikiem Pratt & Whitney Canada PT6A-36, wingletami i bardziej pojemnym kadłubem[3].
- IAI 202B Arawa – wersja samolotu z wyposażeniem dedykowanym do walki elektronicznej[5].

## Pozostali użytkownicy
Argentyna

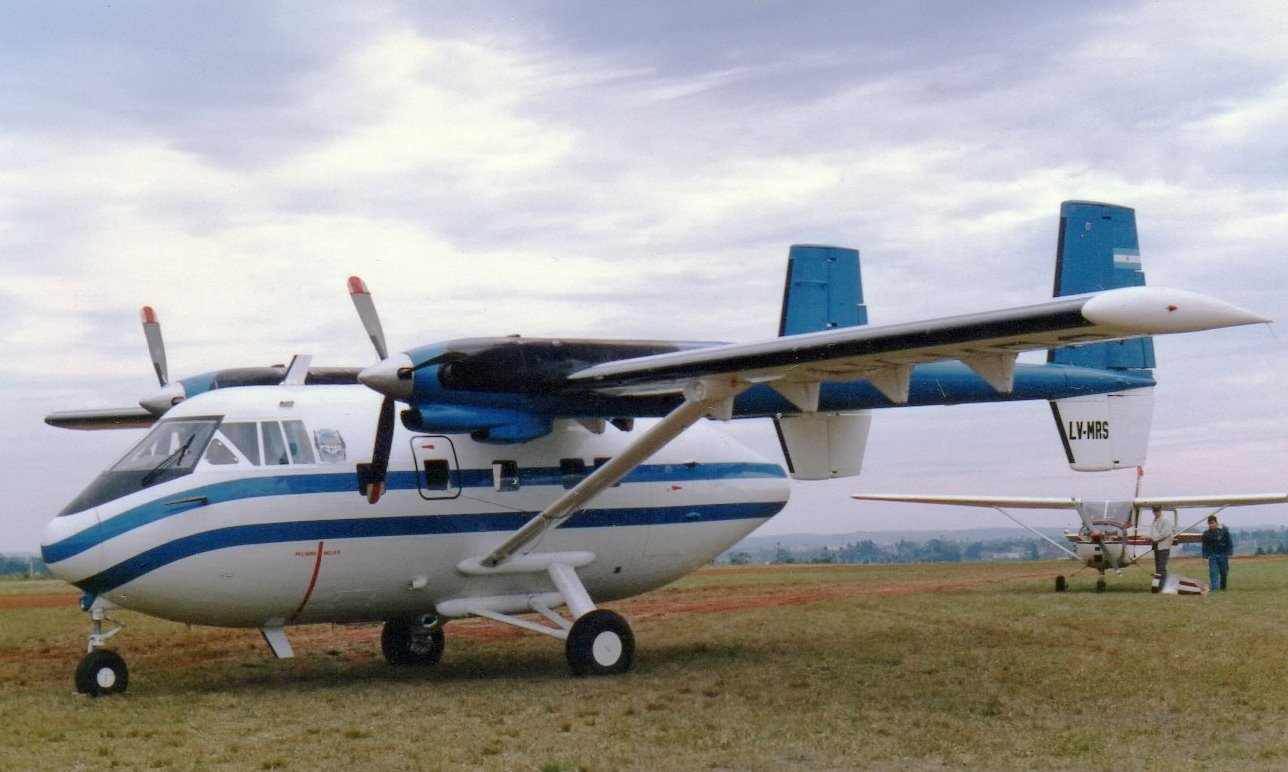
IAI 102 Arawa wykorzystywany przez władze lokalne w Argentynie

Argentyna użytkowała sześć samolotów Arawa w cywilnej wersji IAI 102.
 Boliwia
Siły Powietrzne Boliwii użytkowały pięć samolotów w wersji IAI 201.
 Ekwador
Marynarka Wojenna Ekwadoru używała trzy samoloty w wersji IAI 201, a sześć samolotów tej samej wersji używały siły lądowe.
2016 roku miała miejsce katastrofa lotnicza z udziałem samolotu Arawa nad ekwadorską częścią Amazonii. W jej wyniku zginęło 19 spadochroniarzy, dwóch pilotów i jeden mechanik.
Hoyle podaje, że w 2022 roku Ekwador stale użytkuje dwa samoloty, natomiast Golowanow podaje, że już w 2019 roku wycofano ze służby ostatnie Arawy .
 Gwatemala

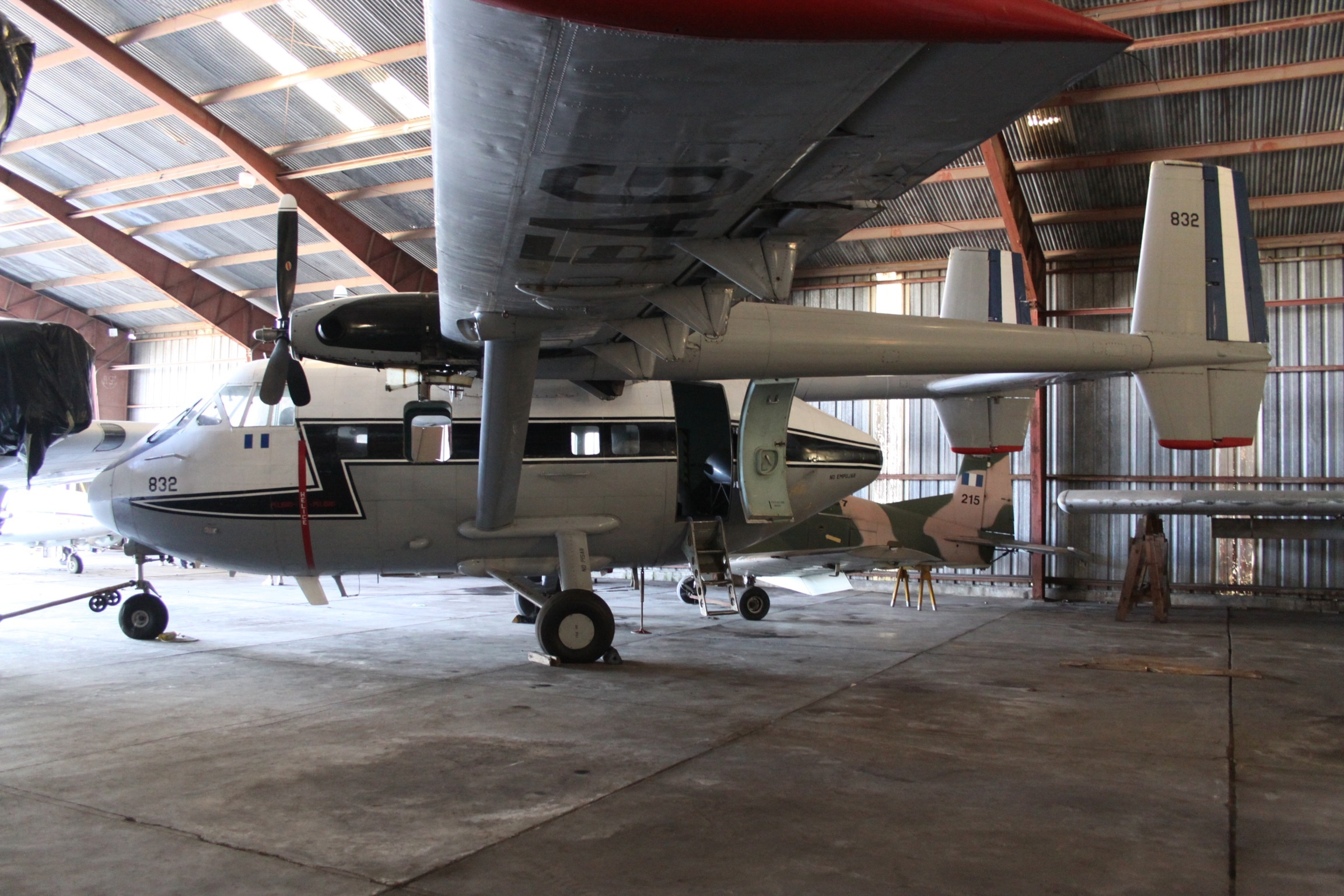
IAI Arawa w służbie Sił Powietrznych Gwatemali

W 1974 roku i w 1982 roku Gwatemala zamówiła łącznie 11 samolotów Arawa. Dziesięć z nich, w wersji IAI 201, było używanych przez Siły Powietrzne Gwatemali.
 Haiti
W 1980 roku Haiti zakupiło jeden samolot Arawa.
 Honduras
Siły Powietrzne Hondurasu używały trzy samoloty w wersji IAI 201.
 Kamerun
W 1985 Kamerun zakupił samoloty w wersji IAI 202, prawdopodobnie cztery sztuki.
 Kolumbia

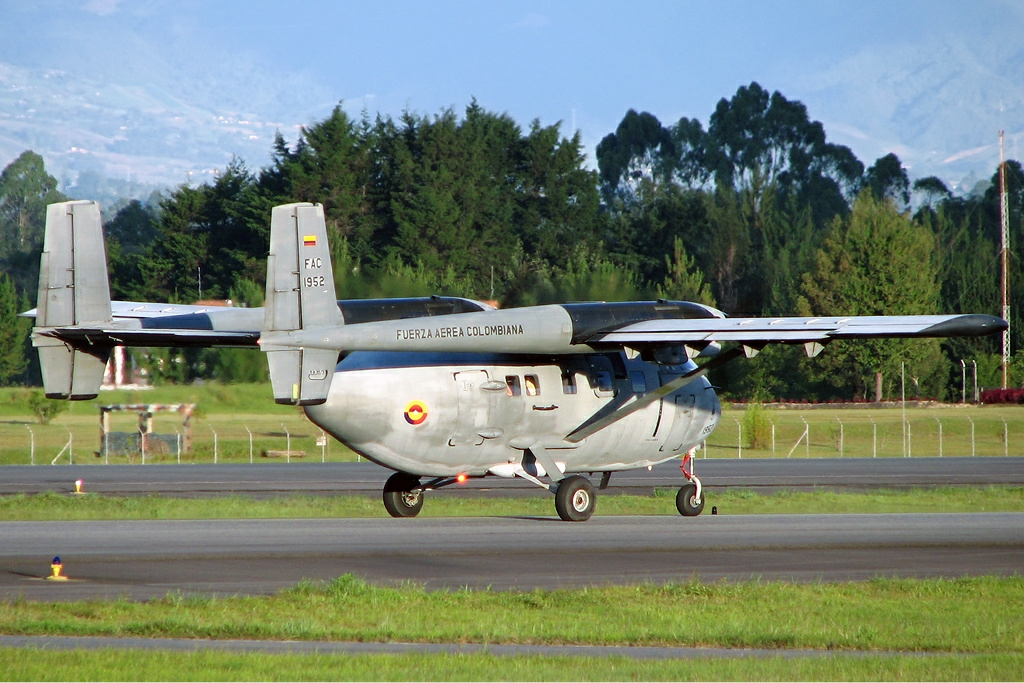
IAI 201 Arawa w służbie Sił Powietrznych Kolumbii

Siły Powietrzne Kolumbii użytkowały trzy samoloty w wersji IAI 201. W 2022 roku na stanie kolumbijskich sił powietrznych znajduje się jeden samolot.
 Meksyk
Siły Powietrzne Meksyku użytkowały 10 samolotów w wersji IAI 201.
 Nikaragua
W 1973 roku Nikaragua zamówiła i otrzymała dwa samoloty Arawa w wersji IAI 201.
 Papua-Nowa Gwinea
W 1984 roku Papua-Nowa Gwinea zakupiła trzy samoloty Arawa.
 Salwador
W 1973 roku Salwador zakupił cztery samoloty Arawa w wersji IAI 201. W 2008 roku Izrael sprzedał do Salwadoru trzy kolejne samoloty o numerach 205, 211, 217 . W 2022 roku Siły Powietrzne Salwadoru posiadają trzy samoloty Arawa na stanie.
 Stany Zjednoczone
W Stanach Zjednoczonych samoloty Arawa w wersji IAI 101B były użytkowane na rynku cywilnym przez Key West Airlines i Airspur of Los Angeles .
 Suazi

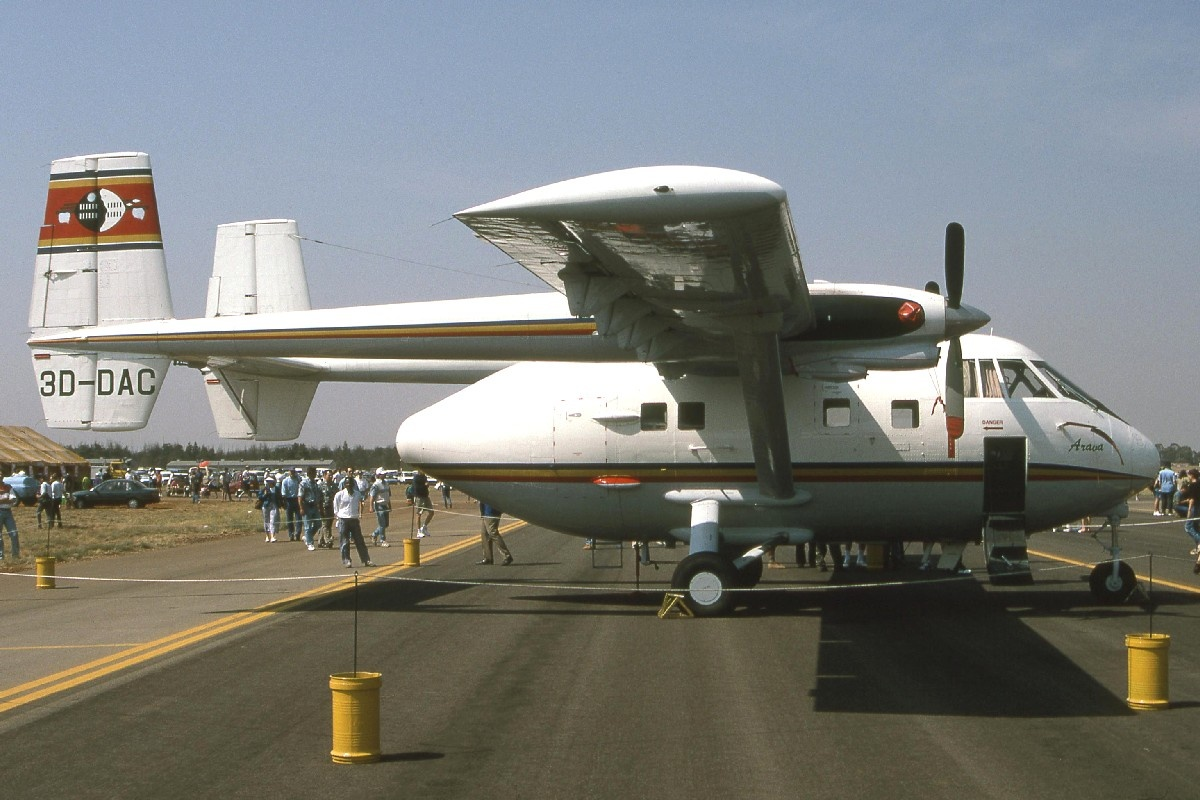
IAI 201 Arawa w służbie Sił Powietrznych Suazi

W 1979 roku Suazi zakupiło dwa samoloty w wersji wojskowej IAI 201.
 Tajlandia

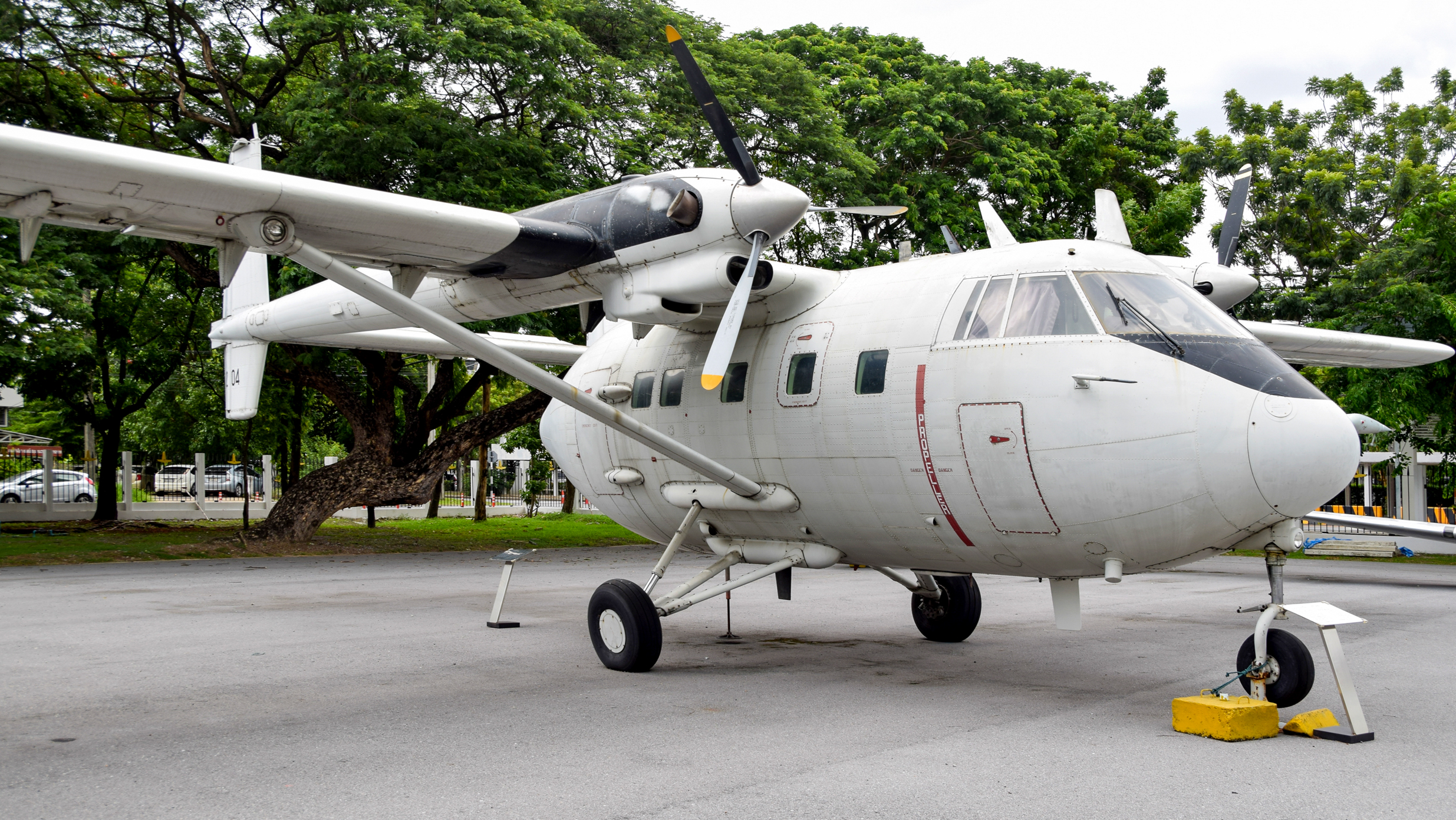
IAI 201 Arawa w służbie tajlandzkich sił powietrznych

W 1980 roku Tajlandia zamówiła trzy samoloty w wersji wojskowej do rozpoznania elektromagnetycznego (SIGINT).
 Wenezuela
Wenezuela zakupiła łącznie sześć samolotów, w wersji cywilnej i wojskowej (IAI 202). W 2022 roku Wenezuela wciąż użytkuje cztery samoloty Arawa.

## Dane techniczne
| Dane/Typ                        | IAI 201 Arawa | IAI 202 Arawa |
| ------------------------------- | --- | --- |
| Długość kadłuba                 | 9,33 m | 10,2 m |
| Długość całkowita               | 13 m | 13 m |
| Wysokość                        | 5,2 m | 5,2 m |
| Rozpiętość                      | 20,9 m | 20,9 m |
| Masa własna                     | 3999 kg | 3999 kg |
| Masa startowa                   | 6804 kg | 6804 kg |
| Prędkość maks.                  | 397 km/h | 397 km/h |
| Prędkość przelot.               | 320 km/h | 320 km/h |
| Prędkość wznoszenia             | 393 m/min | 393 m/min |
| Pułap                           | 7620 m | 7620 m |
| Zasięg (z maks. załadunkiem)    | 280 km | 630 km |
| Zasięg (z maks. ilością paliwa) | 1056 km | 1612 km |
| Silnik                          | 2 × turbośmigłowy silnik Pratt & Whitney Canada PT6A-34 o mocy 750 KM                                                                                            | 2 × turbośmigłowy silnik Pratt & Whitney Canada PT6A-36 o mocy 750 KM                                                                                            |
| Przystosowanie do transportu    | 20 pasażerów/24 w pełni wyposażonych żołnierzy/16 spadochroniarzy+2 dyspozytorów/12 par noszy+2 medyków/samochód z działem bezodrzutowym i załogą/łódź patrolowa | 24 pasażerów/30 w pełni wyposażonych żołnierzy/20 spadochroniarzy+3 dyspozytorów/12 par noszy+5 medyków/samochód z działem bezodrzutowym i załogą/łódź patrolowa |
| Dodatkowe uzbrojenie            | 2 × karabin Browning M2 kal. 12,7 mm 2 × wyrzutnie 8 rakiet kal. 82 mm                                                                                           | 2 × karabin Browning M2 kal. 12,7 mm 2 × wyrzutnie 8 rakiet kal. 82 mm                                                                                           |